# Intuit Dome
Intuit Dome, arbetsnamn Inglewood Basketball and Entertainment Center, är en inomhusarena i Inglewood,  Kalifornien i USA. Den är placerad direkt söder om inomhusarenan Sofi Stadium. Arenan har en publikkapacitet på 18 000 åskådare. Den är hemmaarena för basketlaget Los Angeles Clippers. Intuit Dome började byggas den 17 september 2021 och invigdes den 15 augusti 2024.
Arenaprojektet planerades initialt kosta 1,2 miljarder amerikanska dollar. Los Angeles Clippers och dess ägare Steve Ballmer betalade ytterligare 66,2 miljoner dollar för marken samt 400 miljoner dollar för inomhusarenan The Forum, som ligger norr om Sofi Stadium. Ballmer tvingades att köpa The Forum eftersom dess dåvarande ägare Madison Square Garden Company motsatte sig bygget av Intuit Dome. MSGC stod bakom alternativt stödde fem stämningar för att få bygget hävt, samtliga drogs tillbaka när Ballmer köpte The Forum. Nyhetsmedia rapporterade i september 2021 att fintechföretaget Intuit hade köpt namnrättigheterna till inomhusarenan för 500 miljoner dollar för de kommande 23 åren.